# Basil de Ferranti
Basil Reginald Vincent Ziani de Ferranti (ur. 2 lipca 1930 w Alderley Edge, zm. 24 września 1988) – brytyjski polityk i przedsiębiorca, członek Izby Gmin i poseł do Parlamentu Europejskiego I i II kadencji, w latach 1976–1978 przewodniczący Europejskiego Komitetu Ekonomiczno-Społecznego.

## Życiorys
Pochodził z rodziny o korzeniach włoskich prowadzącej koncern Ferranti działający w branży elektrycznej, komputerowej i przemysłowej. Jego dziadek Sebastian Ziani de Ferranti był wynalazcą i inżynierem elektrykiem, a ojciec Vincent Ziani de Ferranti dyrektorem rodzinnego przedsiębiorstwa. Kształcił się w Eton College i Kolegium Trójcy Świętej w Cambridge, później został dyrektorem Ferranti (w 1987 został honorowym prezesem).
Zaangażował się w działalność polityczną w ramach Partii Konserwatywnej. W 1958 wybrany w wyborach uzupełniających do Izby Gmin, w 1959 utrzymał mandat w kolejnym głosowaniu. Pomiędzy lipcem a październikiem 1962 parlamentarny sekretarz ds. lotnictwa. Od 1973 do 1979 był członkiem, a od 1976 do 1978 przewodniczącym Europejskiego Komitetu Ekonomiczno-Społecznego. W 1979 i 1984 wybierany posłem do Parlamentu Europejskiego, od 1979 do 1982 pozostawał jego wiceprzewodniczącym. Przystąpił do frakcji Europejscy Demokraci. W Europarlamencie zasiadał do śmierci w 1988.
Trzykrotnie żonaty, doczekał się czwórki dzieci. Zmarł wskutek nowotworu.